# Parité des taux d'intérêt
La parité des taux d'intérêt peut être couverte ou non couverte. Ces identités définissent le lien entre les taux d'intérêt et les taux de change. La parité des taux d’intérêt indique que les taux de change présents et futurs incluent le différentiel de taux d’intérêt.
Elle suppose l’égalité des rendements nets sur les actifs financiers nationaux et étrangers comparables, garantit un taux de change d’équilibre. Le principe de la parité des taux d’intérêts postule que l’écart de taux d’intérêt entre la monnaie nationale et une devise doit être égal à l’évolution anticipée (appréciation ou dépréciation) de la monnaie domestique par rapport à la devise.

## La parité des taux d’intérêt couverte
{\displaystyle (1+i^{D})={\frac {F_{t}}{S_{t}}}(1+i^{F})\;}
Avec :
- {\displaystyle i^{D}} est le taux d’intérêt domestique pour un endettement à une maturité donnée;
- {\displaystyle i^{F}} est le taux d’intérêt à l’étranger pour un endettement à une maturité donnée ;
- {\displaystyle S_{t}} est le taux de change courant exprimé en unité domestique pour une unité étrangère (pour la Zone euro : 1$ = S €) au temps t;
- {\displaystyle F_{t}} est le taux de change à terme exprimé en unité domestique pour une unité étrangère au temps t;

## La parité des taux d’intérêt non couverte
{\displaystyle (1+i^{D})={\frac {E_{t}[S_{t+1}]}{S_{t}}}(1+i^{F}).\;}
Avec :
- {\displaystyle E_{t}[S_{t+1}]} est le taux de change attendu au temps t;

On suppose ici qu’il n’y a pas de prime de risque.